# Gerhard Rommel

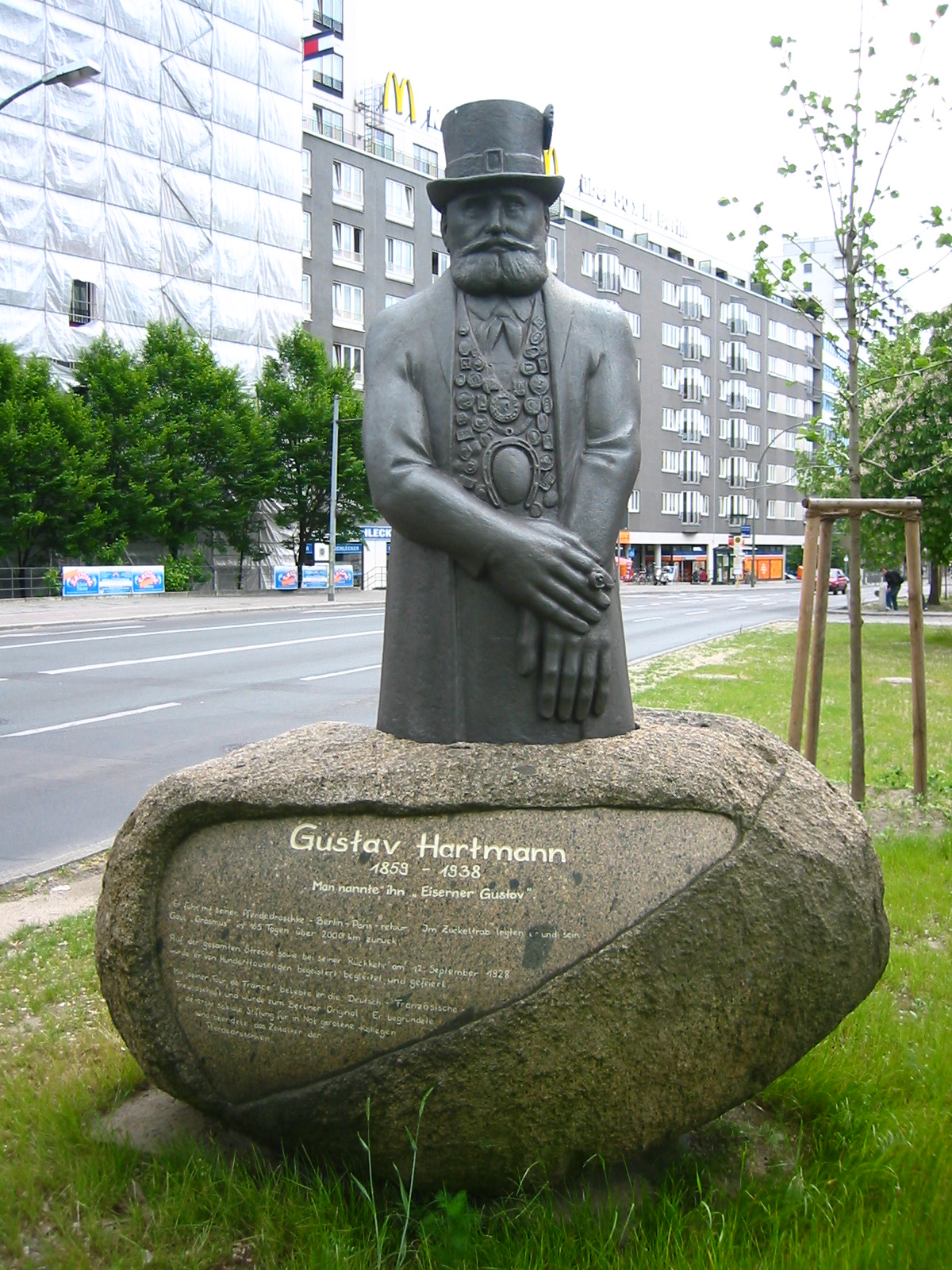
Eiserner Gustav in Berlin

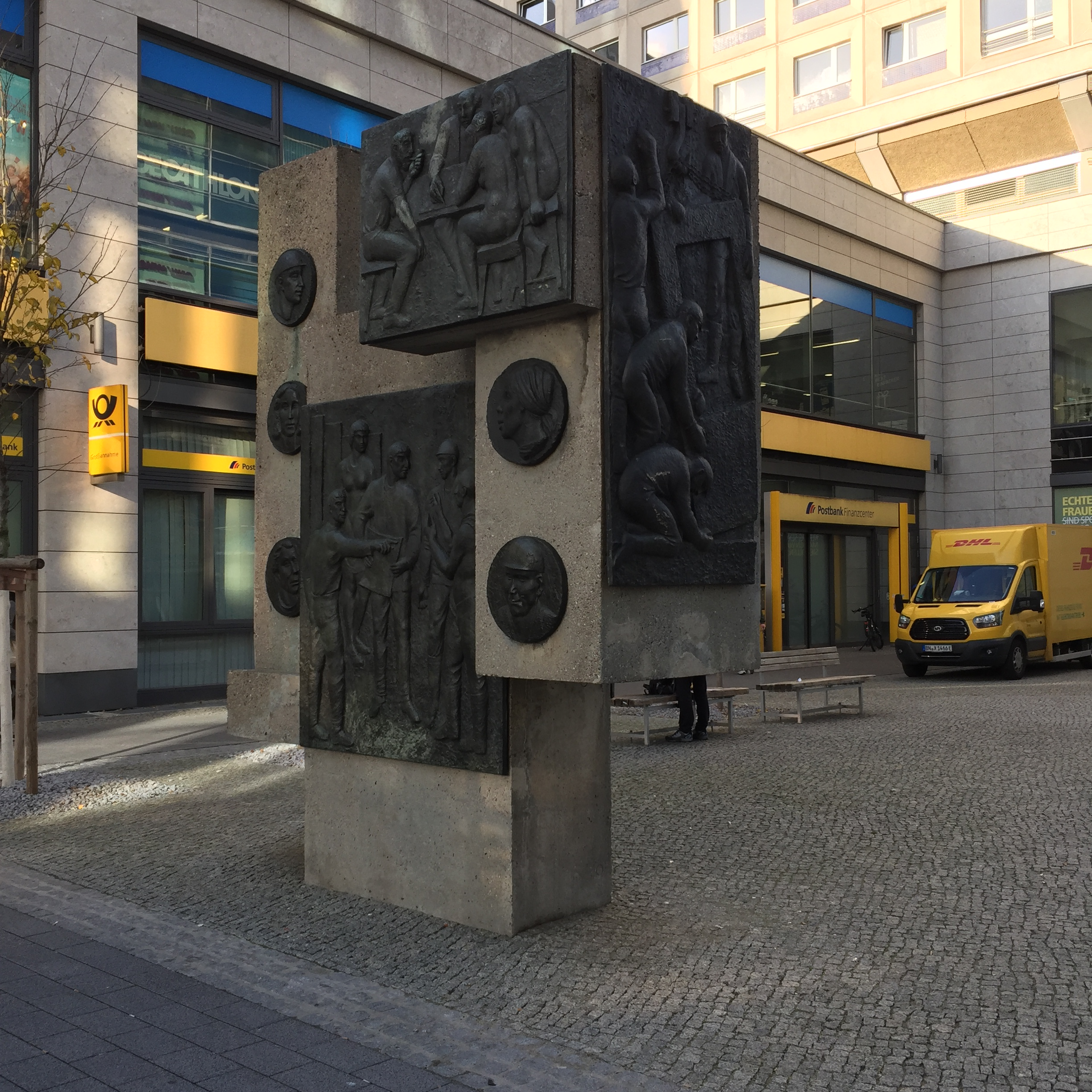
Monument für die Bauarbeiter (1970) in Berlin

Gerhard Rommel (* 10. Februar 1934 in Schalkau; † 6. Juni 2014 in Gransee) war ein deutscher Bildhauer, Medailleur, Münzgestalter, Grafiker und Maler.

## Leben und Werk
Rommel besuchte von 1948 bis 1951 die Fachschule für angewandte Kunst in Sonneberg. Hier bekam er eine Ausbildung als Kerammodelleur. Während seines Studiums von 1952 bis 1958 an der Hochschule für bildende und angewandte Kunst in Berlin-Weißensee hatte er Unterricht bei Heinrich Drake und Theo Balden. Rommel arbeitete danach freischaffend als Bildhauer in Berlin. Von 1963 bis 1965 war er Meisterschüler von Fritz Cremer an der Deutschen Akademie der Künste.
Danach arbeitet er wieder freischaffend, zuletzt in Kraatz. Wie sein Mentor Cremer war Rommel auch Grafiker. In den Sommermonaten widmete er sich in Norwegen der Aquarell- und Ölkreidemalerei.
Neben großformatigen Skulpturen gestaltete Rommel auch Medaillen, besonders Porträtmedaillen auf Malerpersönlichkeiten und Medaillen aus Meissener Porzellan. Es entstanden etwa 100 Malerbildnisse. Rommel gehörte zur Künstlergruppe Berliner Medailleure.
Zu Gedenkmünzen der Deutschen Demokratischen Republik lieferte Rommel die Modelle, überwiegend nach Entwürfen von Dietrich Dorfstecher. Im Einzelnen waren das:
| - 1966: Gottfried Wilhelm Leibniz, Karl Friedrich Schinkel, - 1967: Wilhelm von Humboldt, Käthe Kollwitz, - 1968: Karl Marx, Robert Koch, - 1976: Carl Maria von Weber, - 1977: Otto von Guericke, - 1979: 30 Jahre DDR, - 1980: Adolph von Menzel, | - 1981: Nationale Volksarmee, - 1982: Clara Zetkin, Friedrich Fröbel, - 1983: Richard Wagner, - 1984: Adolf von Lützow, - 1985: 40. Jahrestag der Befreiung vom Faschismus, - 1989: Johann Gottfried Schadow, Carl von Ossietzky. |

Rommel war bis 1990 Mitglied des Verbands Bildender Künstler der DDR. Er hatte seit 1962 eine bedeutende Zahl von Einzelausstellungen und Ausstellungsbeteiligungen, u. a. von 1962 bis 1988 an vier Deutschen Kunstausstellungen bzw. Kunstausstellung der DDR in Dresden. Mehrere von Rommel geschaffene Denkmäler wurden nach der deutschen Wiedervereinigung aus politischen Gründen entfernt.

## Fotografische Darstellung Rommels
- Hans Pölkow: Gerhard Rommel (1969)[3]

## Nachlass
Am 15. Dezember 2022 übergab seine Witwe Helga Rommel den künstlerischen Nachlass an das Regionalmuseum Oberhavel im Schloss Oranienburg als Schenkung. Der Nachlass besteht aus knapp 200 Skulpturen unterschiedlicher Größe, aus Menschen- und Tierdarstellungen, Torsi und Akten, aus Reliefs und Porträtplastiken in Bronze, Stein, Holz, Gips und Keramik, aus Medaillen, Zeichnungen, Lithographien und Malereien in Ölkreide. Einige Objekte sollen in die Dauerausstellung des Museums aufgenommen und einige Großplastiken im Schlosspark aufgestellt werden.

## Ehrungen (Auswahl)
- 1959: Bronzemedaille für Plastik bei den Weltfestspielen der Jugend und Studenten in Wien

- 1967: Will-Lammert-Preis der Akademie der Künste der DDR[2]
- 1969: Kunstpreis der DDR[2]
- 1969: 3. Preis im Wettbewerb „Lob des Sozialismus“ in Berlin
- 1985: Kunstpreis des Rates des  Bezirks Suhl
- 1985: Theodor-Körner-Preis

## Werke (Auswahl)

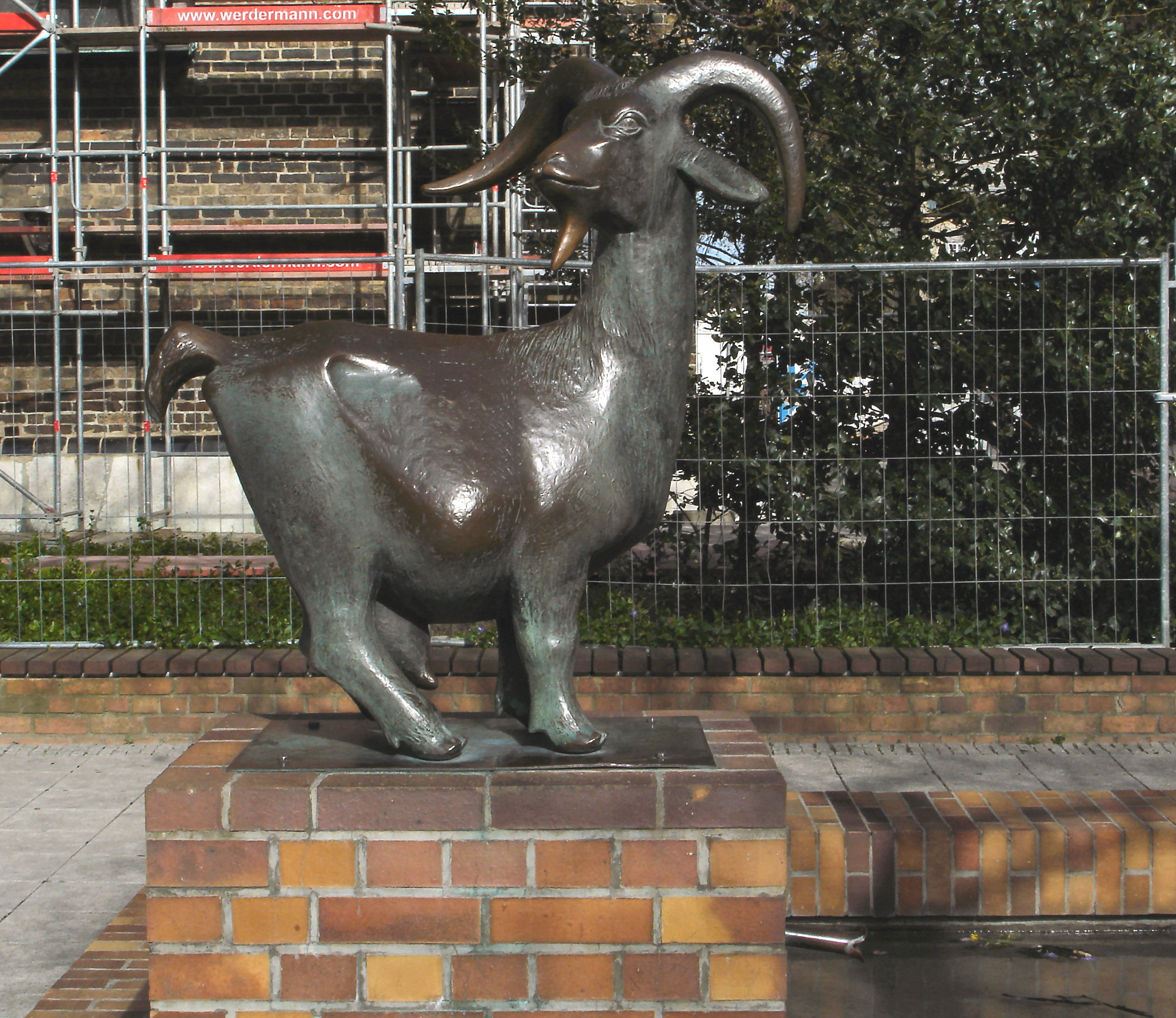
Afrikanische Bergziege in Rostock

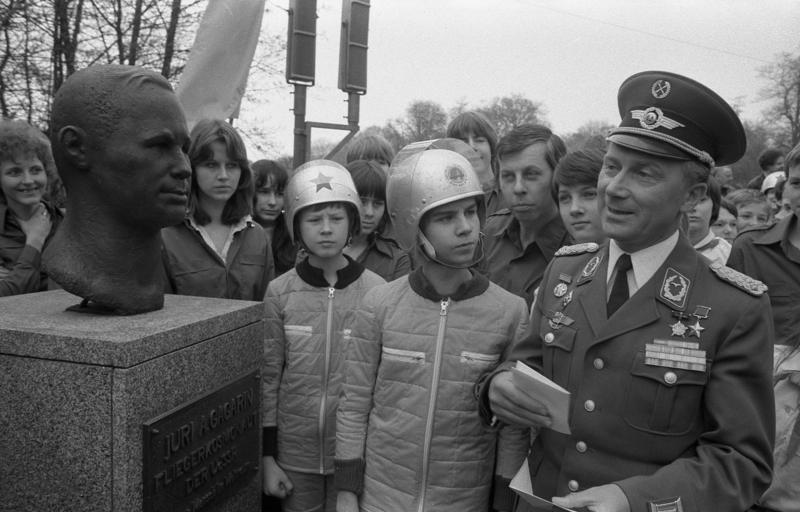
Sigmund Jähn enthüllt die Büste Juri Gagarins im Hain der Kosmonauten an der Archenhold-Sternwarte, 1981

| - 1961/62 Berliner Mädchen, Berlin - 1965 Turnende Knaben, Berlin - 1969 Eselreiter, Rostock - 1970 Gedenkstele für Anne Frank, in Tessin (bei Rostock) - 1970 Monument für die Bauarbeiter, Berlin Alexanderplatz - 1971 Grenzsoldat mit Kind, im Bleichröderpark Berlin - 1978 Büste Sigmund Jähn , Berlin - 1979 Afrikanische Bergziege, Rostock - 1979 Mädchenakt, Rostock - 1980 Mutter mit Kind, Berlin - 1980/81 Angora-Ziegenbock im Tierpark Berlin - 1981 Juri Gagarin an der Archenhold-Sternwarte, Berlin | - 1982 Salvador-Allende-Stelen, Jena - 1983 Angora-Ziegenbock, Rostock - 1983 Judoka, Strausberg - 1984–1988 Bronzereliefs zum 70. Jahrestag der Novemberrevolution, Neuer Marstall in Berlin - 1987 Kampfgruppendenkmal, Volkspark Prenzlauer Berg, Berlin (in den 1990er Jahren abgebaut) - 1988 Porträt Egon Erwin Kisch, Berlin - 1998 Eiserner Gustav, Großer Tiergarten, Berlin - Mutter und Kind, Schlosspark Meiningen |

## Postume Einzelausstellungen
- 2017: Berlin, Druckgraphik-Atelier von Eberhard Hartwig (Lithografien und Radierungen)
- 2024: Oranienburg, ReMO Regionalmuseum Oberhavel im Schloss Oranienburg („Gerhard Rommel. Leben und Werk eines regionalen Künstlers“)